# Naveta

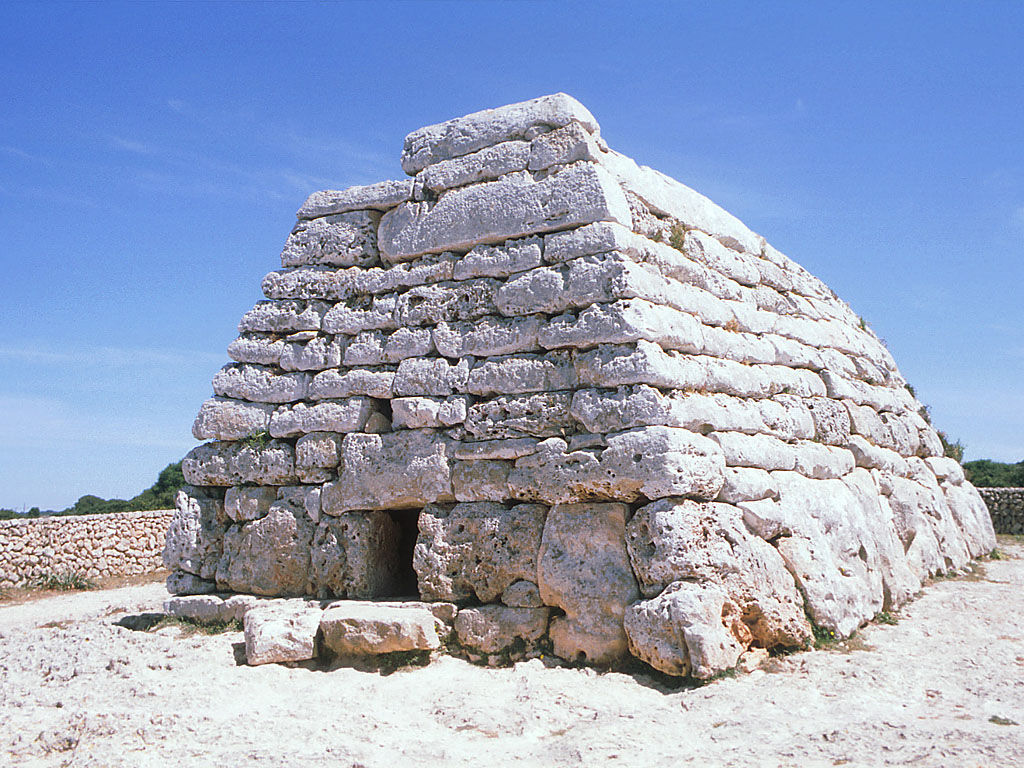
Naveta funerária de Es Tudons, Minorca

Naveta ou túmulo naviforme é uma construção pré-histórica da ilha espanhola de Minorca. Tinha por função o sepulcro coletivo e era construída com grandes pedras e técnica ciclópea (ou seja, sem qualquer argamassa). Recebem este nome devido ao formato naviforme, que lembra vagamente uma embarcação voltada para baixo.
As navetas funerárias pertencem aos primórdios da Cultura talayótica de Minorca, desde o ano 1000 a.C. Ainda que, por suas características morfológicas, bastante similares aos dólmens da ilha, tenham sido freqüentemente considerados mais antigos. Isto deve-se porque, apesar de posteriores a este outro tipo de monumento megalítico em mil anos, a grande duração do uso destes, e as tradições duradouras próprias duma cultura insular, fizeram com que as navetas fossem efetivamente inspiradas nos dólmens. Estas semelhanças são especialmente patenteadas nas navetas mais antigas.

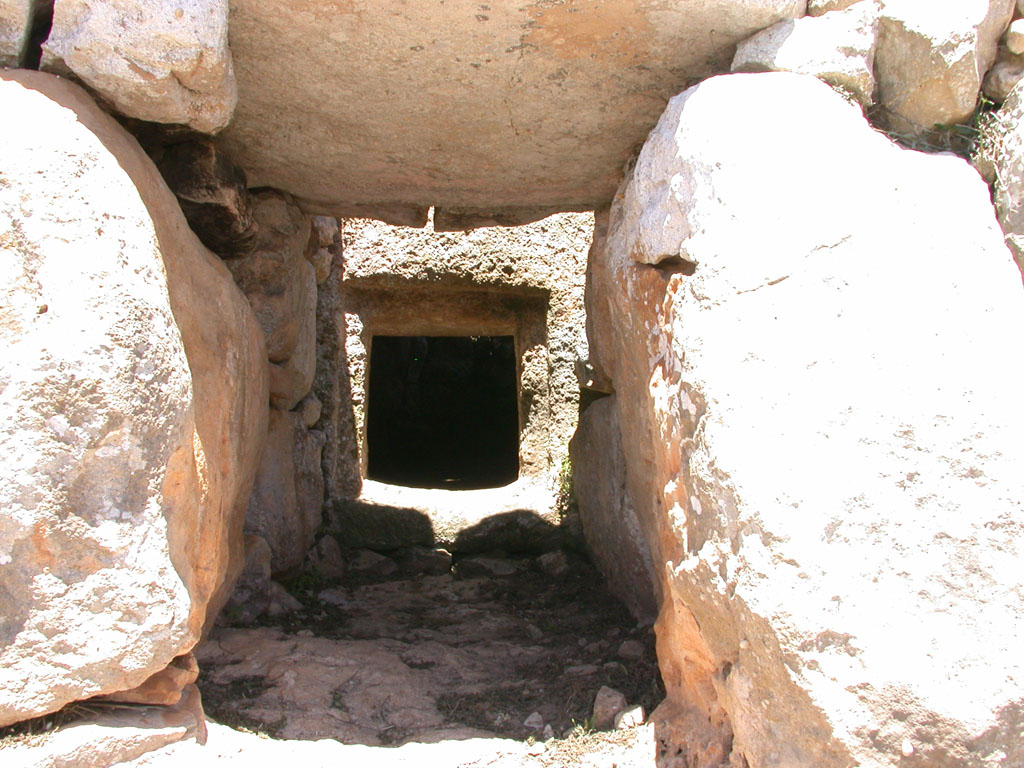
Laje perfurada de acesso à câmara sepulcral

Assim como os dólmens de Minorca, as navetas arcaicas são praticamente circulares no exterior, e a câmara sepulcral é retangular, delimitada por grandes lousas dispostas verticalmente. O exterior dos dólmens é um túmulo de pedra que recobre a estrutura da câmara sepulcral. No caso das navetas este túmulo é feito com esmero, tendo as pedras colocadas com esmero de modo que as paredes exteriores fiquem mais ou menos planas. Em muitos casos também recorrem à disposição dessas pedras em curvas. Também possuem uma câmara similar aos dólmens e, o que é mais revelador, a separação entre as duas câmaras vem marcada pela colocaççao de uma lousa plana vertical com uma abertura mais ou menos quadrada e perfurada, e com rebaixamento para poder encaixar uma laje de fechamento.
As navetas mais evoluídas perderam a forma circular ou ovalada das primeiras e tomaram a conformação de navios invertidos, de onde veio o nome. A fachada da naveta equivaleria à popa. Também se iniciou a construção de navetas com um segundo piso, ao qual se acessava por um tipo de chaminé desde a antecâmara. A separação entre os pisos, assim como o teto, era feita por meio de grandes pedras dispostas de lado a lado. O mal estad de conservação de muitas delas faz com que seja impossível saber se todas possuíam dois pavimentos, ou se foi um aperfeiçoamento arquitetônico.
Uma das mais recentes e melhor conservadas é a Naveta Es Tudons, construída sem a laje perfurada, que foi uma evolução construtiva que as distingue claramente dos dólmens.